# Vasilij Ivanovič Vitebskij
Svatý Vasilij Ivanovič Vitebskij (24. ledna 1873, Novaja Binaradka – 14. ledna 1938, Kujbyšev) byl ruský duchovní Ruské pravoslavné církve, jerej a mučedník.

## Život
Narodil se 24. ledna 1873 ve vesnici Novaja Binaradka Samarské gubernie v rodině kněze Ivana Vitebského.
Studoval na Samarském duchovním semináři a byl rukopoložen na jereje.
Sloužil v chrámu Zjevení Páně ve vesnici Staryj Amanak a poté v Pokrovsku.
Roku 1921 se stal duchovním chrámu svatých apoštolů Petra a Pavla v Samaře. Stejného roku byl také zatčen s představeným chrámu Grigorijem Jairovem. Dne 29. prosince 1928 byl odsouzen ke třem letům vyhnanství v Saratově. Roku 1931 byl znovu zatčen a obviněn z kontrarevoluční činnosti. Byl odsouzen na deset let v pracovním táboře.
Roku 1937 byl otec Vasilij propuštěn a odešel do Samary.
Dne 30. listopadu 1937 byl zatčen ve skupině kněží kolem biskupa Alexandra (Trapicyna) a obviněn z kontrarevoluční činnosti. Dne 21. prosince 1937 jej Trojka NKVD odsoudila k trestu smrti zastřelením.
Rozsudek byl vykonán 14. ledna 1938. Spolu s ním byl zastřelen také biskup Alexandr a další duchovní.

## Kanonizace
Dne 20. srpna 2000 ho Ruská pravoslavná církev svatořečila jako mučedníka a byl zařazen mezi Sbor všech novomučedníků a vyznavačů ruských.
Jeho svátek je připomínán 14. ledna (1. ledna – juliánský kalendář).